# 江戸の用心棒 (1981年のテレビドラマ)
『江戸の用心棒』（えどのようじんぼう）は、1981年4月2日から同年9月24日まで、フジテレビ系列にて放送されたテレビ時代劇。放送時間は毎週木曜日21時から21時54分。全26話。『江戸の旋風』から続く『江戸シリーズ』の第7弾。

## 概要
「奥州高沢藩を浪人して江戸に出て、浅草に住み着いた正義感の強い剣客・青江又八郎」、「又八郎と知り合った5人の子持ちの素浪人・細谷源太夫」、「旗本の三男坊で、博打にはまった為に、家を勘当された米坂八内」の3人は、口入れ屋の吉蔵から仕事をもらって生活する日々を送っていたが、そんな3人の周りで、難事件が次々に起こり、3人はそんな数々の事件を解決すべく活躍する。
原作は藤沢周平の時代小説『用心棒日月抄』。同作の初テレビドラマ化である。

## スタッフ
- 企画：白川文造（フジテレビ）、香取雍史（東宝）
- 原作：藤沢周平『用心棒日月抄』
- 音楽：津島利章
- 殺陣：楠本榮一、美山晋八
- 特技：宍戸大全
- プロデューサー：西岡善信、永田頭寿、砂原博泰
- 製作：東宝株式会社、映像京都、フジテレビ

## キャスト
- 青江又八郎：古谷一行
- 米坂八内：田中健
- 細谷源太夫：夏木勲
- 近江屋吉蔵：笑福亭仁鶴
- 平沼由亀：中井貴恵
- 細谷葵：服部妙子
- 又八郎祖母：三宅邦子
- 長屋おかみ：三島ゆり子
- おいね：桐原五月

## ゲスト
| 話数 | サブタイトル         | ゲスト |
| ---- | -------------------- | --- |
| 1    | 三人の命知らず       | 岡田英次、木村理恵、江幡高志、渥美国泰、西園寺章雄                                                                             |
| 2    | ある仇討ち           | 高橋長英、鈴鹿景子、宮口二朗、下塚誠                                                                                           |
| 3    | 娘が消えた           | 相原友子、ひろみどり、佐藤仁哉、草薙幸二郎、横森久、出水憲司                                                                   |
| 4    | 生駒屋おりく         | 范文雀、河原崎建三、山本竜二、清水綋治、井上茂、山村嵯都子                                                                     |
| 5    | この命三十両         | 吉沢京子、草野大悟、小林尚臣、西山辰夫、浜田雄史                                                                               |
| 6    | 胸さわぎ             | 谷川みゆき、亀井光代、山本竜二、遠藤太津朗、三戸部スエ、阿藤海、芝本正                                                         |
| 7    | 女主人の腕           | 赤座美代子、市川男女之助、小坂一也、原田樹世土、堀田真三、山口朱美、早見栄子                                                   |
| 8    | 梶川の姪             | 小野進也、織本順吉、小林かおり、吉川遊土、北村英三、小笠原町子、吉田純子、西園寺章雄、花岡秀樹、辻喬次郎、山本竜二、山村嵯都子 |
| 9    | 犬を飼う女           | 片桐夕子、武知杜代子、高原駿雄、中田カウス・ボタン、北見唯一、出水憲司、下元年世                                               |
| 10   | 刺客と恋人           | 岸田森、渥美国泰、梅津栄、浜田晃、中村錦司、田中弘史                                                                           |
| 11   | 謎の剣客             | 池波志乃、中尾彬、小林昭二、溝田繁、芝本正、石倉英彦、妹尾和夫                                                                 |
| 12   | 男が石を抱いたとき   | 松本留美、氏家修、松岡明美、村松克己、草薙良一、山村弘三、堀内一市、山下隆二                                                   |
| 13   | 小さな女主人         | 斎藤こず恵、長谷直美、本山可久子、勝部演之、 山本昌平、荒木雅子、須永克彦                                                      |
| 14   | 消された女           | 神崎愛、鹿内孝、中島葵、小笠原町子、暁新太郎、和田かつら                                                                       |
| 15   | 喪服の花嫁           | 紀比呂子、伊吹剛、福本清三、永野辰弥、田畑猛雄、小林加奈枝                                                                     |
| 16   | 危うし!又八郎        | 田口計、山本みどり、岩田直二、古田正志、丘路千、日高久、小笠原町子                                                             |
| 17   | 妻の脅迫者           | 奈良富士子、内田稔、内田勝正、浜田寅彦、山本一郎、西川直樹、内本亨、長沢義典                                                   |
| 18   | 浮気の現場           | 岡本舞、金田龍之介、岩井友見、志乃原良子、伴勇太郎、山本一郎                                                                   |
| 19   | 怪談・八百屋お七     | 若原瞳、小林芳宏、小栗一也、三浦徳子、笹吾朗、田中弘史                                                                         |
| 20   | 闇夜の襲撃           | 岡本麗、内藤武敏、山口幸生、椎谷健治、浜田雄史                                                                                 |
| 21   | 暗殺剣 千鳥          | 阪本雅、綿引洪、浅利香津代、近江輝子、井上茂                                                                                   |
| 22   | 惚れた女の泣きぼくろ | 原田大二郎、清水久美子、井上聡子、檀まゆみ、稲吉靖司、原聖四郎、武田てい子                                                     |
| 23   | 吉良邸討ち入り       | 鈴木瑞穂、地井武男、里見奈保、潮哲也、重久剛一、下元年世、北原将光                                                             |
| 24   | 老中誘拐さる         | 金子信雄、田中哲也、三浦リカ、武見潤、山村弘三、小柳圭子、山本一郎、遠山欽、芝本正                                             |
| 25   | 男づくしの江戸の華   | 五十嵐めぐみ、佐藤蛾次郎、梅津栄、市川好朗、鈴木康弘、多賀勝、京あけみ                                                         |
| 26   | 別れたくない江戸の空 | 野平ゆき、下元勉、重久剛一、中村錦司、浜田雄史、玉生司朗、徳田興人、滝譲二、東悦史                                             |

## 主題歌
- 『漂流船』 歌：千葉和臣(海援隊)（ポリドール・レコード）
  - 作詞：三浦徳子、作曲：千葉和臣、編曲：安田裕美

## 放映リスト
| 話数 | 放送日        | サブタイトル         | 脚本                | 監督     |
| ---- | ------------- | -------------------- | ------------------- | -------- |
| 1    | 1981年 4月2日 | 三人の命知らず       | 安倍徹郎            | 渡邊祐介 |
| 2    | 4月9日        | ある仇討ち           | 国弘威雄            | 高瀬昌弘 |
| 3    | 4月16日       | 娘が消えた           | 古田求              | 渡邊祐介 |
| 4    | 4月23日       | 生駒屋おりく         | 佐藤繁子            | 森一生   |
| 5    | 4月30日       | この命三十両         | 中村努              | 太田昭和 |
| 6    | 5月7日        | 胸さわぎ             | 中村努              | 高瀬昌弘 |
| 7    | 5月14日       | 女主人の腕           | 桜井康裕            | 児玉進   |
| 8    | 5月21日       | 梶川の姪             | 国弘威雄            | 児玉進   |
| 9    | 5月28日       | 犬を飼う女           | 国弘威雄            | 太田昭和 |
| 10   | 6月4日        | 刺客と恋人           | 国弘威雄            | 高瀬昌弘 |
| 11   | 6月11日       | 謎の剣客             | 古田求              | 国原俊明 |
| 12   | 6月18日       | 男が石を抱いたとき   | 中村努              | 太田昭和 |
| 13   | 6月25日       | 小さな女主人         | 田坂啓              | 高瀬昌弘 |
| 14   | 7月2日        | 消された女           | 中村努              | 森一生   |
| 15   | 7月9日        | 喪服の花嫁           | 薗部智代美 菅原節子 | 太田昭和 |
| 16   | 7月16日       | 危うし!又八郎        | 桜井康裕            | 南野梅雄 |
| 17   | 7月23日       | 妻の脅迫者           | 古田求              | 大洲斉   |
| 18   | 7月30日       | 浮気の現場           | 鈴木生朗            | 南野梅雄 |
| 19   | 8月6日        | 怪談・八百屋お七     | 鈴木生朗            | 森一生   |
| 20   | 8月13日       | 闇夜の襲撃           | 鈴木生朗            | 太田昭和 |
| 21   | 8月20日       | 暗殺剣 千鳥          | 桜井康裕            | 太田昭和 |
| 22   | 8月27日       | 惚れた女の泣きぼくろ | 桜井康裕 山田剛     | 大洲斉   |
| 23   | 9月3日        | 吉良邸討ち入り       | 国弘威雄            | 森一生   |
| 24   | 9月10日       | 老中誘拐さる         | 中村努              | 石本俊治 |
| 25   | 9月17日       | 男づくしの江戸の華   | 古田求              | 南野梅雄 |
| 26   | 9月24日       | 別れたくない江戸の空 | 国弘威雄            | 太田昭和 |

## 前後番組
| フジテレビ系 木曜21時台 | フジテレビ系 木曜21時台 | フジテレビ系 木曜21時台 |
| 前番組                  | 番組名                  | 次番組                  |
| ----------------------- | ----------------------- | ----------------------- |
| 江戸の朝焼け            | 江戸の用心棒            | 同心暁蘭之介            |